# Annie Girardot
Pour les articles homonymes, voir Girardot.
Ne doit pas être confondu avec Ana Girardot.
Annie Girardot, née le 25 octobre 1931 à Paris 10e où elle est morte le 28 février 2011, est une actrice française.
Dès les années 1950, la comédienne fait partie de la Bande du Conservatoire puis elle tourne avec les plus grands noms du cinéma français ainsi qu'italien, à la fois dans des rôles dramatiques et de comédie. Elle remporte en 1977 le César de la meilleure actrice pour Docteur Françoise Gailland et, à deux reprises, le César de la meilleure actrice dans un second rôle : en 1996 pour Les Misérables et en 2002 pour La Pianiste.

## Biographie

### Jeunesse et formation
Annie Girardot est née à Paris dans le 10e arrondissement, d'une mère sage-femme, Raymonde Noëlle Félicie Girardot (1902-1989), et de père inconnu, un homme marié issu d'une famille importante d'Alsace du nom d'Auguste Helfinger qui ne la reconnaîtra pas,,. Annie Girardot n'a pas l'occasion de connaître ce dernier puisqu'il meurt en 1933. Après avoir été élevée dans une famille d'accueil à Saâcy-sur-Marne, elle rejoint sa mère au château de Bénouville, propriété du conseil général du Calvados qui y a installé une maternité dans laquelle sa mère travaille. À partir de 1943, elle habite avec sa mère et son frère au Plateau, dans la banlieue de Caen, où elle subit les bombardements pendant la bataille de Caen en 1944. Après guerre, Annie Girardot se destine d'abord à des études d'infirmière à Caen, pour être sage-femme comme sa mère, mais choisit de se tourner vers la comédie.
Élève au conservatoire de la rue Blanche dès 1949, Annie Girardot fait parallèlement des apparitions, le soir, dans des cabarets — La Rose rouge, à Montmartre, sous le pseudonyme d'Annie Girard, ou le Lapin agile — et participe à des revues comme Dugudu avec la troupe de Robert Dhéry, où elle côtoie Michel Serrault, Jean Poiret et Jacqueline Maillan.
En juillet 1954, elle sort du Conservatoire national supérieur d'art dramatique avec deux premiers prix. Elle est engagée peu après à la Comédie-Française, grâce à Jean Cocteau qui la repère et la prend pour l'interprétation du rôle principal (aux côtés de Robert Hirsch) de sa pièce La Machine à écrire montée en 1956 au Français et diffusée pour la première fois en direct à la télévision. Cocteau dit alors d'elle « c'est le plus beau tempérament dramatique de l'après-guerre » ; Girardot déclare « qu'elle est née de la main du poète ».
La Comédie-Française lui propose alors de devenir sociétaire, mais désirant se sentir libre de ses choix artistiques et attirée par le cinéma, Annie Girardot refuse et démissionne le 31 décembre 1957.

### Révélation
Annie Girardot apparaît d'abord au cinéma dans des films mineurs et donne la réplique à Jean Gabin dans deux séries noires : Le rouge est mis et Maigret tend un piège. Elle reçoit le prix Suzanne-Bianchetti en 1956 pour son rôle dans L'Homme aux clés d'or au côté de Pierre Fresnay.
Luchino Visconti, cinéaste et metteur en scène de théâtre, fait appel à elle pour jouer, à Paris, la pièce Deux sur la balançoire avec Jean Marais. Le triomphe est absolu et les critiques sont enthousiasmés par la prestation magnifique de « la Girardot »[réf. nécessaire]. Impressionné par le talent de l'actrice, Visconti lui propose un rôle dans Rocco et ses frères, qui sort en 1960. La prestation est unanimement saluée et le film fait d'elle une star, aux côtés d'autres débutants tels qu'Alain Delon (un ami fidèle de la comédienne), Renato Salvatori ou Claudia Cardinale. Sur le tournage, Annie Girardot tombe amoureuse de son partenaire Renato Salvatori. Ils se marient deux ans plus tard et ont leur unique enfant, Giulia. C'est aussi le début de l'amitié qui l'unira à Romy Schneider (qui vient régulièrement sur le tournage rendre visite à Delon).

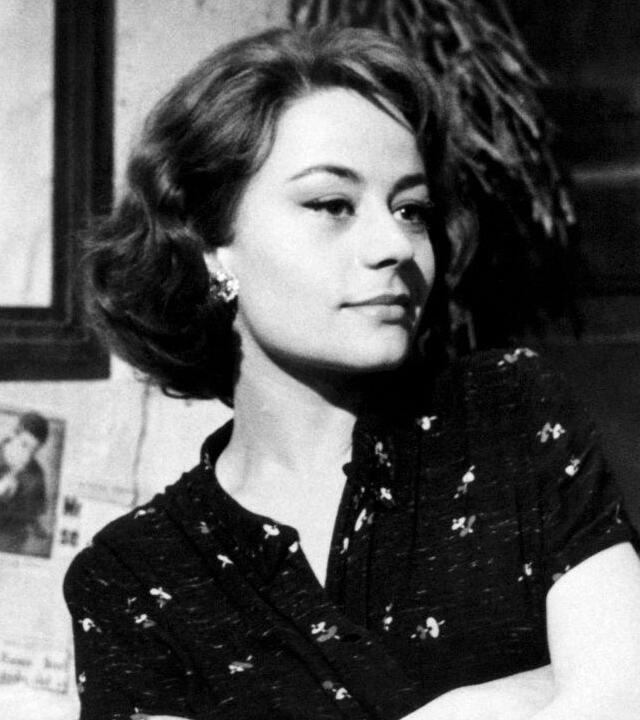
Annie Girardot en 1960.

Dans les années 1960, Annie Girardot tourne avec des réalisateurs confirmés comme Alexandre Astruc (La Proie pour l'ombre), Roger Vadim (Le Vice et la Vertu (avec la débutante Catherine Deneuve), Gérard Oury (Le crime ne paie pas) ou encore Marcel Carné (Trois Chambres à Manhattan). C'est sur le tournage de ce dernier film qu'a débuté Robert De Niro, lequel a dit d'Annie Girardot : « Elle est la plus belle femelle mec que je connaisse. » Partageant sa vie entre la France et l'Italie, Annie Girardot tourne avec de nombreux réalisateurs italiens comme Marco Ferreri, qui lui fait tenir le rôle d'une femme phénomène de foire dans Le Mari de la femme à barbe, film audacieux qui provoque un scandale lors de sa présentation au Festival de Cannes 1964. Elle tourne aussi avec Mario Monicelli (Les Camarades, en compagnie de Marcello Mastroianni), et avec les frères Taviani (Les Hors-la-loi du mariage).
En 1965, l'actrice revient au théâtre dans la pièce d'Arthur Miller Après la chute, mise en scène par Luchino Visconti, mais c'est un échec. Dans le même temps, la comédienne essuie d'autres revers tant au cinéma qu'au théâtre.

### Consécration
Alors que les producteurs se détournent d'elle, Annie Girardot envisage d'arrêter sa carrière d'actrice. Claude Lelouch, qui vient d'obtenir un immense succès avec Un homme et une femme, lui propose d'incarner la femme d'Yves Montand dans Vivre pour vivre. L'actrice qualifie de « renaissance » cette occasion qui lui a fait poursuivre sa carrière, symbolisée par le fait que Lelouch est allé jusqu'à lui faire passer des essais avant de l'embaucher. Le film est un succès et le public découvre une nouvelle facette du talent d'Annie Girardot. Sur le tournage, Lelouch et Girardot s'éprennent l'un de l'autre. Leur relation prend fin deux ans plus tard. En 1968, Annie Girardot obtient un nouveau succès critique et public au cinéma avec la comédie Erotissimo, premier film de Gérard Pirès, aux côtés de Jean Yanne et Francis Blanche.

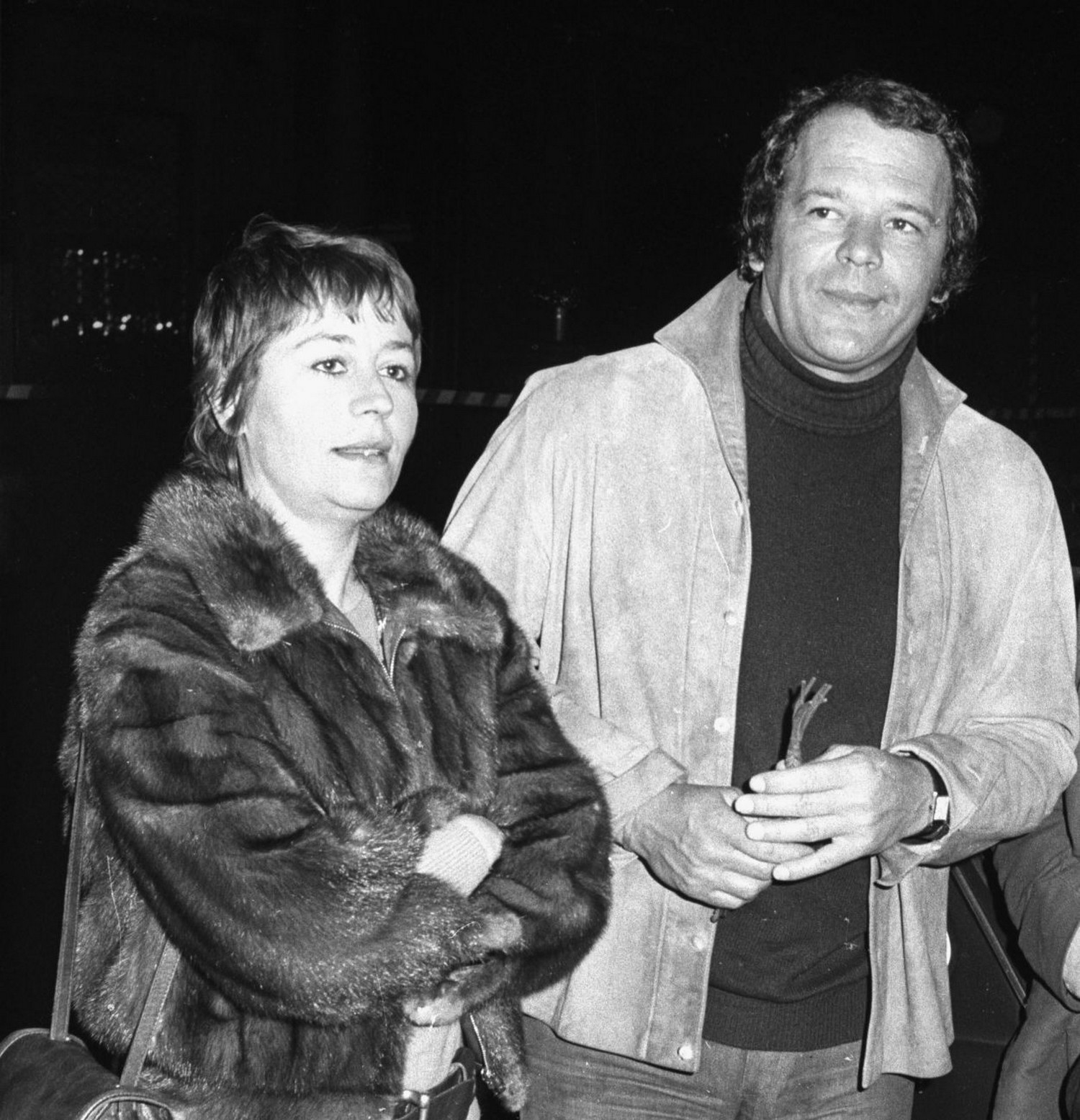
Annie Girardot et Renato Salvatori en 1974.

En 1969, Michel Audiard (qui a déjà écrit quelques rôles pour elle depuis la fin des années 1950) en fait la principale interprète de son film Elle boit pas, elle fume pas, elle drague pas, mais… elle cause !, où elle incarne une femme de ménage très bavarde (aux côtés de Bernard Blier, Mireille Darc et Sim). Audiard lui ouvre ainsi les portes de la comédie, alors qu'elle avait été souvent cantonnée aux rôles dramatiques. Par là, Girardot devient, avec Mireille Darc, l'une des rares femmes de la « bande à Audiard ».
La même année, selon Valeurs actuelles, elle est l'actrice la mieux payée du cinéma français, avec 2,5 millions de francs par film, mais derrière les acteurs Jean-Paul Belmondo (5 millions de francs), Louis de Funès (3,5 millions) et Alain Delon (3 millions).
En janvier 1971, sort Mourir d'aimer, un film d'André Cayatte qui va bousculer la carrière de la comédienne. Inspiré de l'affaire Gabrielle Russier, ce film raconte une histoire d'amour entre une enseignante et l'un de ses élèves lycéens, sujet dérangeant qui fait l'objet d'un procès retentissant et conduit l'enseignante au suicide. Le film remporte un très grand succès avec près de six millions d'entrées en France, mais ne plaît pas à tous. Ainsi François Truffaut écrit une lettre ouverte, dénonçant la façon très démagogique, selon lui, avec laquelle André Cayatte a traité le sujet. Ce rôle reste cependant l'un des plus marquants de la comédienne et lui assure même une reconnaissance internationale. L'actrice elle-même considère que c'est à partir de ce film qu'elle a été vue comme garante de succès par les producteurs.
À partir de là, elle devient l'actrice française la plus populaire, alternant comédies et mélodrames, ne refusant pas, à l'occasion, d'aider de jeunes cinéastes à tourner leur premier film. Grâce à elle et à Philippe Noiret, est tournée l'une des comédies les plus insolites de l'époque, La Vieille Fille, en 1971, signée Jean-Pierre Blanc. Le spécialiste des comédies Serge Korber l'engage en 1972 pour son premier drame, Les Feux de la Chandeleur, où elle incarne la mère de deux enfants adultes (Claude Jade et Bernard Le Coq) qui tente de reconquérir son ex-mari (Jean Rochefort). En 1972, sur un nouveau scénario d'Audiard, elle règne sur un bidonville, spécialisée dans le trafic de saintes reliques, dans Elle cause plus... elle flingue.
De Vivre pour vivre en 1967 à On a volé la cuisse de Jupiter en 1980, Annie Girardot a contribué, grâce à son interprétation de « femme normale et populaire », à imposer vingt-quatre films ayant chacun récolté plus d'un million d'entrées au box-office. À la fin des années 1970, elle est l'actrice la mieux payée et la star préférée des Français. En 1974, elle remporte un nouveau succès au box-office dans La Gifle de Claude Pinoteau, où elle incarne l'ex-femme de Lino Ventura et la mère d'une débutante nommée Isabelle Adjani.
La même année, Annie Girardot revient au théâtre avec une pièce qui va se révéler son plus gros succès et qu'elle reprendra régulièrement jusqu'en 2004 : Madame Marguerite de Roberto Athayde, adaptée par Jean-Loup Dabadie et mise en scène par Jorge Lavelli. Seule en scène durant près de deux heures, elle incarne une maîtresse d'école qui bouscule ses élèves (le public) et les éveille à la vie qui les attend.
En 1977, elle reçoit le César de la meilleure actrice pour Docteur Françoise Gailland de Jean-Louis Bertuccelli, film dans lequel elle incarne une femme médecin luttant contre un cancer des poumons. En 1978, elle partage avec Louis de Funès l'affiche de La Zizanie de Claude Zidi. Les deux acteurs rêvaient de tourner ensemble depuis quelques années, et Louis de Funès ne tarit pas d'éloges sur sa partenaire, confiant qu'il retrouve avec elle « la même complicité et la même tendresse » qu'il avait pour Bourvil. Ce sera pourtant leur unique collaboration.
Durant les années 1970, elle forme avec Philippe Noiret, rencontré en 1961 sur le tournage du Rendez-vous, un véritable couple de cinéma. Après La Vieille Fille (1971), ils interprètent La Mandarine (1972), Tendre Poulet (1977) et On a volé la cuisse de Jupiter (1980). Ils sont également à l'affiche de Souvenirs, souvenirs (1984), mais n’ont aucune scène commune. Ils devaient se retrouver en 2001 dans Tête de nœud, de Bertrand Blier, mais finalement le film ne se fait pas. En 1979, elle est de nouveau nommée aux Césars, dans la catégorie meilleure actrice, pour La Clé sur la porte d'Yves Boisset.

### Traversée du désert et retour
Fatiguée d'endosser toujours les mêmes rôles, Annie Girardot désire faire une pause dans sa carrière cinématographique. Elle n'a tourné qu'un seul film en 1980, On a volé la cuisse de Jupiter. Elle commence par tenir une rubrique à la radio, en 1981, dans une émission de Stéphane Collaro sur Europe 1. Tous les jours, dans Paroles de femmes, elle fait le récit d'aventures quotidiennes exceptionnelles, drôles, inquiétantes ou émouvantes, réellement arrivées à des femmes.
Puis l'actrice décide de se lancer dans l'enregistrement d'un disque. C'est Bob Decout qui est chargé d'en écrire les chansons. Il devient le compagnon de l'actrice en 1981. Cette relation l'entraîne vers un univers différent : la musique. Elle chante lors d'une émission de Jacques Chancel, puis monte avec Bob Decout un spectacle musical intitulé Revue et corrigée sur des musiques de Catherine Lara, avec des costumes de Jean Paul Gaultier au Casino de Paris (alors en passe d'être transformé en parking). Considérée comme bancale, la production ne trouve pas de financement et Annie Girardot doit hypothéquer son appartement du 25, place des Vosges. Le spectacle s'avère un fiasco et ne reste qu'un mois à l'affiche. Elle enchaîne avec une pièce de théâtre et un film qui ne remportent pas plus de succès. Ces échecs la plongent dans un grand désarroi moral et financier, accentués par le décès de sa mère et des problèmes de drogue,.
Elle tente un retour au cinéma en 1984 dans un film policier très sombre d'Alain Bonnot, Liste noire. Le succès en est mitigé. La même année, Claude Lelouch lui propose d'incarner la femme de Jean-Louis Trintignant et la mère de Richard Anconina dans Partir, revenir. Le film est malheureusement un échec.
Annie Girardot se tourne alors davantage vers le théâtre, jouant ainsi L'Avare de Molière aux côtés de son ami Michel Serrault, Première Jeunesse avec Odette Joyeux, ou encore Le roi se meurt d'Ionesco avec Daniel Ivernel. En 1987, la télévision lui offre la vedette de la toute première série de l'été diffusée sur TF1 : Le Vent des moissons. Le succès est immense et l'année suivante, elle en tourne une autre, Orages d'été, aux côtés de Patachou. Dès lors, elle va participer à de nombreux téléfilms.
Au début des années 1990, si les propositions se font rares, elle apparaît pourtant dans Merci la vie de Bertrand Blier, et Il y a des jours... et des lunes de Claude Lelouch. Elle tourne également avec Michel Legrand (Cinq Jours en juin) et Gérard Mordillat (Toujours seuls), puis incarne en 1994 la mère farfelue de Catherine Jacob dans la comédie Les Braqueuses de Jean-Paul Salomé.

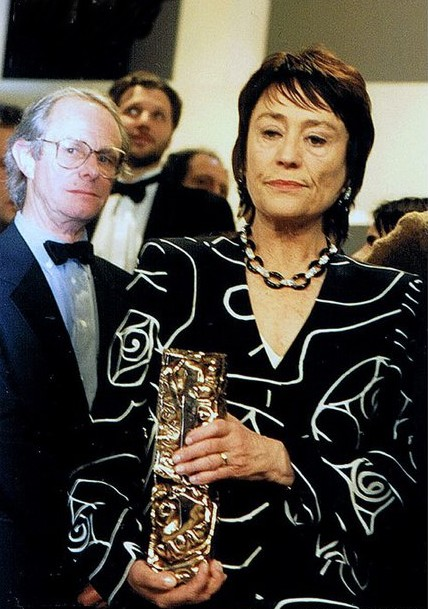
Annie Girardot en 1996 à la des César.

Elle obtient en 1996 le César de la meilleure actrice dans un second rôle pour Les Misérables de Claude Lelouch. Lors de la remise de son César à la 21e cérémonie, elle provoque l'émotion avec ces paroles : « Je ne sais pas si j’ai manqué au cinéma français, mais à moi, le cinéma français a manqué follement… éperdument… douloureusement. Et votre témoignage, votre amour me font penser que peut-être, je dis bien peut-être, je ne suis pas encore tout à fait morte,. » L'année suivante, elle est la présidente de la 22e cérémonie. En 1998, elle tient le premier rôle dans un film canadien de Jacques Leduc intitulé L'Âge de braise.
En 2000, elle est présidente du jury au Festival du cinéma russe à Honfleur.
En 2000, le réalisateur autrichien Michael Haneke adapte un roman d'Elfriede Jelinek La Pianiste et demande à Annie Girardot d'incarner la mère castratrice d'Isabelle Huppert (qui avait déjà joué sa fille dans Docteur Françoise Gailland). La prestation de la comédienne est unanimement saluée. Le film, sélectionné au festival de Cannes en 2001, reçoit le Grand Prix du Jury, et les prix d'interprétation vont à Isabelle Huppert et Benoît Magimel, tandis qu'Annie Girardot — absente de la cérémonie cannoise de remise de prix (la production ayant refusé qu'elle y assiste), ce dont elle a grandement souffert — recevra le César de la meilleure actrice dans un second rôle. Michael Haneke fait de nouveau appel à elle en 2005 pour incarner la mère de Daniel Auteuil dans Caché.

### Dernières années
Le 20 septembre 2006, l'avocat chargé des affaires d'Annie Girardot, Me Emmanuel Asmar, annonce publiquement que l'actrice est atteinte de la maladie d'Alzheimer depuis une dizaine d'années (les premiers signes de la maladie étant apparus durant l'été 1997). L'information est confirmée dans l'édition du 21 septembre de l'hebdomadaire Paris Match, dans lequel la fille, Giulia Salvatori, et la petite-fille de l'actrice, Lola Vogel, révèlent sa maladie, afin de faire taire les rumeurs sur son alcoolisme supposé à cause de sa démarche hésitante et de ses trous de mémoire,.
Malgré cela, la comédienne continue à jouer au théâtre. De 2001 à 2003, elle reprend la pièce Madame Marguerite à la Gaîté-Montparnasse à Paris puis en tournée (en France et en Europe pour plus de 180 représentations ; les ultimes représentations étant jouées à L'Olympia), et, pour pallier les éventuels trous de mémoire, elle est équipée d'une oreillette destinée à lui souffler son texte. C'est avec ce même procédé qu'elle continue à participer au tournage de plusieurs films comme Je préfère qu'on reste amis... en 2005, où elle interprète — ironie du sort — une femme atteinte de la maladie d'Alzheimer. Les rôles sont plus courts et adaptés (peu de scènes physiques), mais les réalisateurs sont conciliants. La comédienne « revit » lorsqu'elle est sur un plateau de tournage et, le temps d'une scène, la maladie s'efface. Ainsi Richard Bohringer (C'est beau une ville la nuit) et Jane Birkin (Boxes) font appel à elle pour de petits rôles.
Son dernier rôle sera celui d'une ancienne journaliste française dans une mini-série policière russe intitulée Vorotily. Depuis les années 1960, Annie Girardot est en effet une des actrices françaises les plus appréciées en Russie, et plusieurs réalisateurs russes avaient fait appel à elle, comme Sergueï Guerassimov dans Le Journaliste en 1967, ou encore Valery Akhadov, qui la fait tourner à plusieurs reprises pour la télévision russe entre 1989 et 2003.
À partir de 2008, Annie Girardot vit dans une maison médicalisée de Pantin. Le 21 septembre 2008, TF1 diffuse Annie Girardot : ainsi va la vie, un film documentaire de Nicolas Baulieu sur huit mois de sa vie, avec Claire Keim en voix off. On y découvre sa vision du passé et les effets de la maladie.
En 2010, dans une déclaration médiatique ayant pour cadre la journée mondiale contre la maladie d’Alzheimer, sa fille déclare qu'Annie Girardot ne se souvient plus d'avoir été actrice, en raison de la maladie dont elle souffre et ajoute : « Si j’ai un message à faire passer, c’est de ne plus essayer de rencontrer Annie Girardot, d’avoir une dernière photo... Si vous avez aimé maman, surtout, il faut lui foutre la paix, garder d’elle une belle image. »

### Mort et obsèques

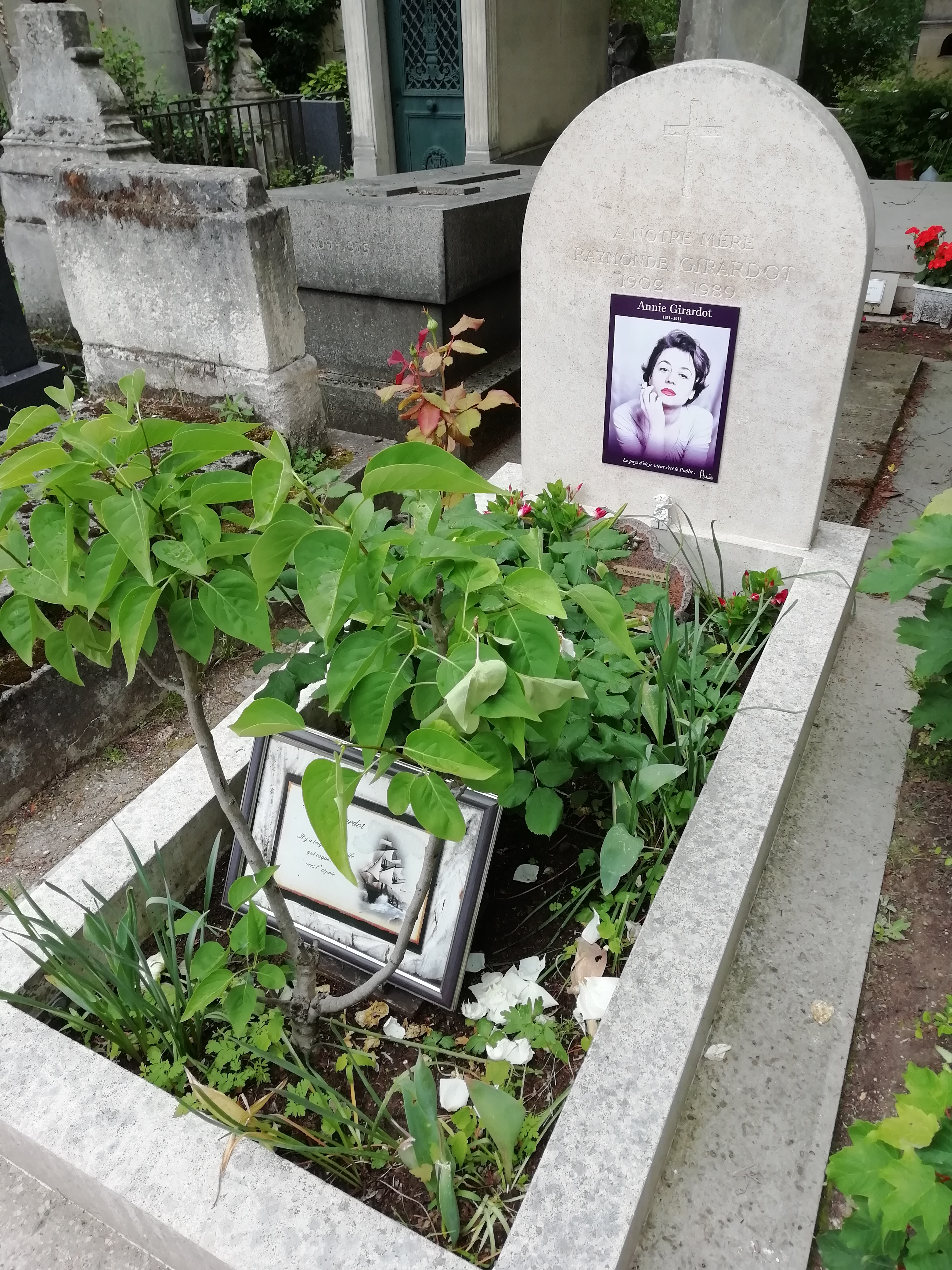
Tombe d'Annie Girardot au cimetière du Père-Lachaise (division 49).

Après avoir joué dans cent vingt-deux films, cinquante-quatre téléfilms et une quarantaine de pièces de théâtre, Annie Girardot meurt le 28 février 2011 à l'hôpital Lariboisière de Paris, à l'âge de 79 ans,.
Ses obsèques sont célébrées le 4 mars 2011 en l'église Saint-Roch, la paroisse parisienne des artistes. Parmi les personnes présentes, on compte, outre sa fille Giulia, sa petite-fille Lola et son petit-fils Renato, Jean-Paul Belmondo, Catherine Samie, Line Renaud, Claude Lelouch, Jane Birkin, Jean-Pierre Marielle, Alain Delon, Mireille Darc, Agathe Natanson, Jack Lang, Frédéric Mitterrand, Gérard Darmon, Bob Decout, Jean-Paul Rouve, Daniel Duval, Bertrand Blier, Évelyne Bouix, Catherine Alric, Brigitte Fossey, Élisa Servier, Smaïn, Raphaël Mezrahi, Patrick Préjean, Bernard Ménez, Danièle Évenou, Costa-Gavras, Yves Boisset, Catherine Lachens, Catherine Lara, Andréa Ferréol, Marthe Mercadier, Massimo Gargia, Laurent Malet, Dani, Marie-Laure Augry, Léo Bardon et d'autres encore. Le chanteur Hervé Vilard a fait déposer une gerbe de fleurs, de même qu'Isabelle Adjani (qu'elle dédie à sa « maman-cinéma inoubliable »),.
De certaines de ces personnalités, son petit-fils déclare sans les nommer : « Dès qu'on a annoncé son décès, il y a eu une foule de personnes du cinéma qui sont remontées, dont on n'a jamais eu de nouvelles jusqu'à maintenant et qui, aujourd'hui, viennent témoigner alors qu'on ne les a jamais vues, parce que le cinéma français l'a oubliée. » Brigitte Bardot et le journaliste Henry-Jean Servat auront la même réaction : « Jamais on n'a célébré Annie Girardot ! […] On l'a laissée crever ! »
Elle est inhumée au cimetière du Père-Lachaise avec sa mère, au milieu de la 49e division (avenue Feuillant / chemin de la Cave) dans le 20e arrondissement de Paris.

### Vie privée
Au début de sa carrière, Annie Girardot est en couple avec le réalisateur Norbert Carbonnaux, avec lequel elle ne tourne cependant aucun film.
Elle est mariée à Renato Salvatori, son partenaire dans Rocco et ses frères, du 6 janvier 1962 jusqu'à la mort de ce dernier le 27 mars 1988. Ensemble, ils ont eu une fille, Giulia, née à Rome le 4 juillet 1962. Trompée et victime de violences conjugales, notamment quand Salvatori frappe Girardot avec un cendrier, l'obligeant à faire refaire sa dentition, elle le quitte mais sans jamais divorcer.
En 1967, l'actrice a une liaison avec le chanteur Jacques Brel, puis entame une relation de deux ans avec le cinéaste Claude Lelouch. Lors du tournage de Les feux de la Chandeleur (1971/72), dans lequel Bernard Fresson joue le fiancé de Claude Jade, la fille de Girardot au cinéma, elle entame une relation amoureuse de sept ans avec Fresson. De 1971 à 1978, elle partage la vie de l'acteur. Le comportement violent du comédien a également raison de leur relation.
De 1980 à 1993, elle vit avec Bob Decout, réalisateur et parolier, de quatorze ans son cadet. Dans un livre sorti en 2010, ce dernier témoigne de sa relation avec l'actrice. Qualifié de gigolo et accusé par les proches d'Annie Girardot de l'avoir ruinée, il se défend en déclarant : « Elle [Annie] n'a jamais su gérer l'argent. » Il assure aussi qu'elle a insisté pour participer à son film Adieu blaireau, le menaçant de le quitter si elle n'y figurait pas. Quant aux rumeurs de consommation de drogue, il explique que leur responsabilité était commune : « Tout a commencé lors d'une soirée où tous les invités consommaient de la cocaïne ». À l'époque, le couple considérait cette drogue comme « un philtre d'amour, un plaisir lié à la sexualité ! ».

## Théâtre
- 1951 : La Reine Mère ou les Valois terribles, opéra-bouffe de Pierre Devaux, musique Georges van Parys, mise en scène Michel de Ré, théâtre du Quartier Latin
- 1954 : Les Boulingrin de Georges Courteline
- 1954 : La Tour Eiffel qui tue de Guillaume Hanoteau, mise en scène Michel de Ré, théâtre du Quartier Latin
- 1954 : Tartuffe ou l'Imposteur de Molière, mise en scène Fernand Ledoux, Comédie-Française (salle Richelieu) : Dorine
- 1954 : Les Amants magnifiques de Molière, mise en scène Jean Meyer, Comédie-Française : Cléonice
- 1954 : La Paix chez soi de Georges Courteline, Comédie-Française : Valentine
- 1955 : L'Annonce faite à Marie de Paul Claudel, mise en scène Julien Bertheau, Comédie-Française
- 1955 : Aux innocents les mains pleines d'André Maurois, mise en scène Jacques Charon, Comédie-Française
- 1955 : Le Jeu de l'amour et du hasard de Marivaux, mise en scène Maurice Escande, Comédie-Française
- 1956 : Le Dindon de Georges Feydeau, mise en scène Jean Meyer, Comédie-Française : Clotilde Pontagnac
- 1956 : L'Amour médecin de Molière, mise en scène Jean Meyer, Comédie-Française
- 1956 : La Nuit des rois de William Shakespeare, Comédie-Française
- 1956 : La Machine à écrire de Jean Cocteau, mise en scène Jean Meyer, Comédie-Française (salle Luxembourg)[31]
- 1956 : Amédée et les Messieurs en rang de Jules Romains, mise en scène Jean Meyer, Comédie-Française (salle Luxembourg)
- 1956 : Les Femmes savantes de Molière, mise en scène Jean Meyer, Comédie-Française (salle Richelieu) : Martine
- 1957 : Les Misérables de Paul Achard d'après Victor Hugo, mise en scène Jean Meyer, Comédie-Française : Éponine
- 1957 : Mademoiselle de Jacques Deval, mise en scène Robert Manuel, Comédie-Française (salle Luxembourg) : Christiane
- 1957 : La Fausse Suivante de Marivaux, Comédie-Française
- 1957 : Une femme trop honnête d’Armand Salacrou, mise en scène Georges Vitaly, théâtre royal des Galeries, tournée
- 1959 : Deux sur la balançoire (pièce de théâtre) de William Gibson, adaptation Louise de Vilmorin, mise en scène Luchino Visconti, théâtre des Ambassadeurs
- 1958 : L'Impromptu de Barentin d'André Maurois, festival de Barentin
- 1960 : L'Idiote de Marcel Achard, mise en scène Jean Meyer, théâtre Antoine
- 1965 : Après la chute (After the Fall) d'Arthur Miller, mise en scène Luchino Visconti, théâtre du Gymnase
- 1965 : Le Jour de la tortue de Pietro Garinei et Sandro Giovannini, adaptation Albert Husson, mise en scène des auteurs assistés de Robert Manuel, théâtre Marigny
- 1966 : Perséphone d’Igor Stravinsky, d'après André Gide, Scala de Milan : récitante
- 1966 : Seule dans le noir de Frederick Knott, adaptation Raymond Castans, mise en scène Raymond Rouleau, théâtre Édouard-VII
- 1975 : Madame Marguerite de Roberto Athayde, mise en scène Jorge Lavelli, théâtre Montparnasse
- 1982 : Revue et corrigée de et mis en scène par Bob Decout, Casino de Paris
- 1986 : L'Avare de Molière, mise en scène Roger Planchon, avec Michel Serrault, TNP Villeurbanne, théâtre Mogador
- 1987 : Première Jeunesse de Christian Giudicelli, mise en scène Jean-Marc Grangier, théâtre La Bruyère
- 1988 : Le roi se meurt d'Eugène Ionesco, mise en scène René Dupuy, avec Daniel Ivernel, théâtre des Célestins, théâtre des Bouffes du Nord
- 1991 : Heldenplatz (Place des Héros) de Thomas Bernhard, mise en scène Jorge Lavelli, théâtre national de la Colline
- 1992 : La Famille écarlate de Jean-Loup Dabadie, mise en scène Jacques Échantillon, en tournée
- 1993 : Madame Marguerite de Roberto Athayde, adaptation Jean-Loup Dabadie, mise en scène Valéry Akhadov, Magnitogorsk théâtre
- 1995-1996 : Les Chutes du Zambèze de Daniel Soulier, mise en scène Daniel Soulier et Jean-Christian Grinevald, théâtre national de Chaillot puis théâtre de la Main d'Or
- 1997 : Descente aux plaisirs de Jean-Pierre Coffe, mise en scène Pierre Mondy, théâtre Fontaine
- 1998-1999 : Le 6e Ciel de Louis-Michel Colla, mise en scène Jean-Luc Moreau, théâtre Saint-Georges puis Studio des Champs-Élysées, tournée
- 2001 : Nuit dans les jardins d'Espagne (Moulins à paroles) d'Alan Bennett, adaptation Jean-Marie Besset, mise en scène Thierry Harcourt, Théâtre Molière
- 2001-2002 : Madame Marguerite de Roberto Athayde, adaptation Jean-Loup Dabadie, mise en scène Jean-Luc Moreau, théâtre de la Gaîté-Montparnasse puis Le Splendid et au théâtre du Chien qui fume au Festival off d'Avignon, suivi d'une tournée jusqu'en 2004

## Filmographie

### Cinéma

#### Longs métrages

##### Années 1950
- 1950 : Pigalle-Saint-Germain-des-Prés d'André Berthomieu : figuration
- 1955 : Treize à table d'André Hunebelle : Véronique Chambon
- 1956 : L'Homme aux clés d'or de Léo Joannon : Gisèle
- 1956 : Reproduction interdite de Gilles Grangier : Viviana
- 1957 : Le rouge est mis de Gilles Grangier : Hélène, l'amie de Pierre
- 1957 : L'amour est en jeu de Marc Allégret : Marie-Blanche Fayard
- 1957 : Maigret tend un piège de Jean Delannoy : Yvonne Maurin
- 1958 : Le Désert de Pigalle de Léo Joannon : Josy
- 1959 : La Corde raide de Jean-Charles Dudrumet : Cora

##### Années 1960
- 1960 : Recours en grâce de László Benedek : Lilla
- 1960 : La Française et l'Amour de Christian-Jaque, sketch Le Divorce : Danielle
- 1960 : Rocco et ses frères (Rocco e i suoi fratelli) de Luchino Visconti : Nadia
- 1961 : La Proie pour l'ombre d'Alexandre Astruc : Anna
- 1961 : Les Amours célèbres de Michel Boisrond, sketch Les Comédiennes : Mlle Duchesnois
- 1961 : Le Rendez-vous de Jean Delannoy : Madeleine
- 1961 : Le Bateau d'Émile de Denys de La Patellière : Fernande
- 1961 : Le crime ne paie pas de Gérard Oury, sketch L'Affaire Fenayrou : Gabrielle Fenayrou
- 1962 : Smog de Franco Rossi : Gabriella
- 1962 : Le Vice et la Vertu de Roger Vadim : Juliette Morand, « le vice »
- 1963 : Le Jour le plus court (Il giorno più corto) de Bruno Corbucci : l'infirmière
- 1963 : Les Camarades (I compagni) de Mario Monicelli : Niobe
- 1963 : Les Hors-la-loi du mariage (I fuorilegge del matrimonio) des frères Taviani et Valentino Orsini : Margherita
- 1963 : L'Autre Femme de François Villiers : Agnès Denis
- 1963 : Le Mari de la femme à barbe (La donna scimmia) de Marco Ferreri : Maria
- 1964 : La Bonne Soupe de Robert Thomas : Marie-Paule 2
- 1964 : Un monsieur de compagnie de Philippe de Broca : Clara
- 1964 : Ah ! Les Belles Familles (Le belle famiglie), sketch : Il principe d'azzuro de Ugo Gregoretti : Maria
- 1964 : Les Plaisirs dangereux (Una voglia da morire) de Duccio Tessari : Eleonora
- 1964 : Déclic et des claques de Philippe Clair : Sandra
- 1965 : Guerre secrète, sketch de Christian-Jaque : Monique
- 1965 : Trois Chambres à Manhattan de Marcel Carné : Kay Larsi
- 1965 : Une femme disponible (La ragazza in prestito) d'Alfredo Giannetti : Clara
- 1966 : Les Sorcières (Le streghe), sketch La Sorcière brûlée vive / La strega bruciata viva de Luchino Visconti : Valeria
- 1967 : Vivre pour vivre de Claude Lelouch : Catherine Colomb
- 1967 : Le Journaliste (Журналист) de Sergueï Guerassimov : Annie elle-même
- 1968 : Les Gauloises bleues de Michel Cournot : la mère
- 1968 : L'Histoire d'une femme (Storia di una donna) de Leonardo Bercovici : Liliana
- 1968 : La Bande à Bonnot de Philippe Fourastié : Marie la Belge
- 1968 : Il pleut dans mon village (Biće skoro propast sveta) d'Aleksandar Petrović : Reza
- 1968 : Disons, un soir à dîner (Metti, una sera a cena) de Giuseppe Patroni Griffi : Giovanna
- 1969 : Erotissimo de Gérard Pirès : Annie
- 1969 : La Semence de l'homme (Il seme dell'uomo) de Marco Ferreri : la femme étrangère
- 1969 : Un homme qui me plaît de Claude Lelouch : Françoise
- 1969 : Dillinger est mort (Dillinger è morto) de Marco Ferreri : la fille

##### Années 1970
- 1970 : Elle boit pas, elle fume pas, elle drague pas, mais… elle cause ! de Michel Audiard : Germaine
- 1970 : Les Novices de Guy Casaril : Mona-Lisa, la prostituée
- 1970 : Le Clair de terre, de Guy Gilles : Maria
- 1971 : Mourir d'aimer d'André Cayatte : Danièle Guénot
- 1971 : La Mandarine d’Édouard Molinaro : Séverine
- 1972 : La Vieille Fille de Jean-Pierre Blanc : Muriel Bouchon
- 1972 : Les Feux de la Chandeleur de Serge Korber : Marie-Louise
- 1972 : Traitement de choc d'Alain Jessua : Hélène Masson
- 1972 : Il n'y a pas de fumée sans feu d'André Cayatte : Sylvie Peyrac
- 1972 : Elle cause plus... elle flingue de Michel Audiard : Rosemonde du Bois de La Faisanderie
- 1973 : Juliette et Juliette de Remo Forlani Juliette « 1 » Vidal - également coproductrice avec Renato Salvatori
- 1974 : Ursule et Grelu de Serge Korber : Ursule
- 1974 : La Gifle de Claude Pinoteau : Hélène Douleau
- 1975 : Il faut vivre dangereusement de Claude Makovski : Léone
- 1975 : Le Soupçon (Il sospetto) de Francesco Maselli : Teresa
- 1975 : Il pleut sur Santiago de Helvio Soto : Maria Olivarès
- 1975 : Le Gitan de José Giovanni : Nini
- 1975 : Docteur Françoise Gailland de Jean-Louis Bertuccelli : le docteur Françoise Gailland
- 1975 : D'amour et d'eau fraîche de Jean-Pierre Blanc : Mona
- 1976 : Cours après moi que je t'attrape de Robert Pouret : Jacqueline
- 1976 : À chacun son enfer d'André Cayatte : Madeleine Girard
- 1976 : Jambon d'Ardenne de Benoît Lamy : Mme Simone, la patronne de Beauséjour
- 1977 : Le Dernier Baiser de Dolorès Grassian : Annie
- 1977 : Le Point de mire de Jean-Claude Tramont : Danièle Gaur
- 1977 : Tendre Poulet de Philippe de Broca : le commissaire Lise Tanquerelle
- 1978 : La Zizanie de Claude Zidi : Bernadette Daubray-Lacaze
- 1978 : Vas-y maman de Nicole de Buron : Annie
- 1978 : L'Amour en question d'André Cayatte : Suzanne Corbier
- 1978 : La Clé sur la porte d'Yves Boisset : Marie Arnault
- 1978 : Le Grand Embouteillage (L'ingorgo) de Luigi Comencini : Irène
- 1978 : Le Cavaleur de Philippe de Broca : Lucienne, la première épouse
- 1978 : Cause toujours... tu m'intéresses ! d'Édouard Molinaro : Christine Clément
- 1979 : Bobo Jacco de Walter Bal : Magda

##### Années 1980
- 1980 : On a volé la cuisse de Jupiter de Philippe de Broca : Lise Tanquerelle
- 1980 : Le Cœur à l'envers de Franck Apprederis : Laure Rivière
- 1981 : Une robe noire pour un tueur de José Giovanni : Florence Nat
- 1981 : La Vie en mauve (All Night Long) de Jean-Claude Tramont : l'institutrice française
- 1981 : La vie continue de Moshé Mizrahi : Jeanne Lemaire
- 1981 : La Revanche de Pierre Lary : Jeanne Jouvert
- 1984 : Liste noire d'Alain Bonnot : Jeanne Dufour
- 1984 : Souvenirs, Souvenirs d'Ariel Zeitoun : Emma Boccara
- 1985 : Partir, revenir de Claude Lelouch : Hélène Rivière
- 1985 : Adieu blaireau de Bob Decout : Colette
- 1988 : Prisonnières de Charlotte Silvera : Marthe
- 1988 : Ruth (Руфь) de Valeri Akhadov (ru)[32]
- 1989 : Cinq Jours en juin de Michel Legrand : Marcelle
- 1989 : Comédie d'amour de Jean-Pierre Rawson : Le Fléau

##### Années 1990
- 1990 : Il y a des jours... et des lunes de Claude Lelouch : une femme seule
- 1990 : Au bal des grenouilles (Faccia di lepre) de Liliana Ginanneschi : Marlène
- 1990 : Merci la vie de Bertrand Blier : Évangeline Pelleveau
- 1991 : Toujours seuls de Gérard Mordillat : Mme Chevillard
- 1993 : Alibi perfetto d'Aldo Lado : la comtesse
- 1993 : Portagli i mei saluti de Gian-Maria Garbelli et Alessandro Bader : Laura Albani
- 1994 : Les Braqueuses de Jean-Paul Salomé : la mère de Cécile
- 1995 : Les Misérables de Claude Lelouch : la Thénardier « 1942 »
- 1996 : Les Bidochon de Serge Korber : la mère de Robert
- 1998 : Préférence de Grégoire Delacourt : Blanche
- 1998 : L'Âge de braise de Jacques Leduc : Caroline Bonhomme

##### Années 2000
- 2000 : T'aime de Patrick Sébastien : Emma
- 2000 : Visconti (The Life and Time of Count Luchino Visconti), documentaire d'Adam Low : apparition
- 2001 : Ceci est mon corps de Rodolphe Marconi : la grand-mère d'Antoine
- 2001 : La Pianiste de Michael Haneke : La mère
- 2002 : La Nuit d'Epstein d'Urs Egger : Hannah
- 2003 : La marquise est à Bicêtre de Paul Vecchiali
- 2005 : Je préfère qu'on reste amis... d'Éric Toledano et Olivier Nakache : Mme Mendelbaum
- 2005 : Caché de Michael Haneke : la mère de Georges
- 2006 : Le Temps des porte-plumes de Daniel Duval : Alphonsine
- 2006 : C'est beau une ville la nuit de Richard Bohringer : la grand-mère
- 2007 : Boxes de Jane Birkin : Joséphine
- 2007 : Christian d'Elisabeth Löchen : Odile

#### Courts métrages
- 1961 : 21, rue Blanche à Paris court métrage de Quinto Albicocco : narratrice
- 1993 : La Boxeuse de Carle Kéruzore
- 2000 : Ainsi soit nous de Nathalie Tocque
- 2001 : Des fleurs pour Irma d'Éric Lacroix : Irma

### Télévision

#### Téléfilms
- 1955 : L'Illusionniste de François Gir
- 1956 : L'Homme qui assassina de Jean-Paul Carrère
- 1957 : La Nuit des rois de Claude Loursais : Viola / Sébastien
- 1968 : Le Pain de ménage de Marcel Cravenne
- 1981 : La Dernière Nuit de Marie Stuart de Didier Decoin : Marie Stuart
- 1983 : Père Noël et fils d'André Flédérick
- 1985 : L'atro enigma ou Affabulazione de Vittorio Gassman et Carlo Tuzi : la mère
- 1986 : Un métier de seigneur d'Édouard Molinaro : la mère
- 1987 : Hemingway : fiesta e morte (La vita leggendaria di Ernest Hemingway) / The Legendery Life of Ernest Hemingway (initialement intitulé La Baleine blanche), téléfilm de José-Maria Sanchez : Gertrude Stein
- 1988 : Le Front dans les nuages de Paul Vecchiali : Germaine
- 1991 : En mémoire de Caroline (A Cry in the Night) de Robin Spry : Reine
- 1991 : Les Merisiers de Pierre Lary : Sophie Ragueneau
- 1992 : Échec et mat (Colpo di coda) de José-Maria Sanchez Silva : Mme Duclos, responsable des services secrets
- 1993 : Un pull par-dessus l'autre de Caroline Huppert : Mme Belin
- 1994 : Jeanne de Robert Mazoyer : Mme Marsilly
- 1994 : Une soupe aux herbes sauvages d'Alain Bonnot : Émilie Carles âgée
- 1995 : Le Dernier Voyage de Bruno Gantillon : Yvonne
- 1995 : Shangai 1937 (Hôtel Shangaï) de Peter Patzak (téléfilm en 2 parties d'1h30 dans la version française) : Mme Tissaud
- 1995 : Noces cruelles de Bertrand Van Effenterre : Élisabeth / Marie
- 1996 : Petite Sœur de Marion Sarraut : Léa Botelli
- 1996 : Tout ce qui brille de Lou Jeunet : Édith
- 1996 : Le Rêve de Constance (Nuda proprietà vendesi) d'Enrico Oldoini : Costanza
- 1999 : La Façon de le dire de Sébastien Grall : Geneviève
- 1999 : Le Bois du Pardoux de Stéphane Kurc : Marie
- 2000 : Les Fleurs de Maureen de Dominique Baron : Rosalie
- 2000 : Simon le juste de Gérard Mordillat : Broncka
- 2001 : Le Marathon du lit de Bruno Gantillon : Clotilde
- 2004 : La Petite Fadette de Michaëla Watteaux : la mère Fadet
- 2004 : Allons petits enfants de Thierry Binisti : Marthe
- 2006 : Vorotily (en français : Les brasseurs de bière) d'Anton Koskov : Mme Girard

#### Séries télévisées
- 1984 : Mussolini et moi (La Chute de Mussolini) / Io e il Duce d'Alberto Negrin : Rachel Mussolini
- 1984 : Olga et son fils (Olga e i suoi figli) de Salvatore Nocita : Olga
- 1986 : Florence ou la Vie de château de Serge Korber (6 épisodes) : Florence
- 1987 : Le Vent des moissons de Jean Sagols (7 épisodes) : Angelina Leclerc
- 1989 : L'Agence, épisode La Croisière de Jean Sagols
- 1989 : Orages d'été de Jean Sagols (8 épisodes) : Emma, l'ancienne artiste de cirque
- 1992 : La Sensitive ou Au bal des grenouilles (feuilleton télévisé en 4 parties) (Delitti privati) de Sergio Martino : Ada Roversi, la voyante
- 1994 : Les Filles du Lido de Jean Sagols (3 épisodes) : Mme Carmino
- 1998 : Le JAP, épisode La Cible d’Henri Helman : Danielle Barras
- 2000 : Marie Fransson, épisode : S'il vous plaît de Christiane Spiero : Georgette Carrel
- 2002 : Commissariat Bastille, épisode Permis de chasse de Jean-Marc Seban : Germaine Braud

#### Documentaires-télé
- 1979 : Profession comédien, documentaire de Claude Barma et Jean-Claude Login : elle-même
- 2002 : Michel Audiard et le Mystère du triangle des Bermudes, documentaire de François Régis, Jeanne et Stéphane Roux : elle-même
- 2003 : Louis de Funès : La Comédie humaine, documentaire de Philippe Azoulay : elle-même
- 2003 : Paris Romance, documentaire de Serge Korber : narration (sorti en DVD)
- 2004 : Annie Girardot, comme au cinéma, documentaire de Nicolas Baulieu : elle-même
- 2008 : Annie Girardot : Ainsi va la vie, documentaire de Nicolas Baulieu : elle-même

#### Clip
- 1991 : Magic Boul'vard de Pascal Heylbroeck, clip de la chanson de François Feldman

#### Voix off
- 1987 : Dear America : Lettres du Viêt Nam de Bill Couturié : commentaire dans la version française

### Doublage
- 2003 : La Prophétie des grenouilles, dessin animé de Jacques-Rémy Girerd : Denise, l'éléphante

## Discographie
Sources : Travail de recherche et archives du biographe référent d'Annie Girardot : Alan O'Dinam
- 1956 : 33 tours cartonné, format 45 tours ; Collection Phonostar no 1. Annie Girardot parle de sa vie à Paris.

- 1960 : Annie Girardot évoque l'inoubliable Gérard Philipe (flexy-disc) Sonorama n°24, novembre 1960

- 1962 : Notre amour se ressemble sur la BO du Bateau d’Émile (45 t. Barclay Records)

- 1965 : Le Jour de la tortue, comédie musicale avec Philippe Nicaud (33 t 13 titres. Barclay Records) & (45 t 3 titres. Barclay Records)

- 1965 : Amore amaro + Pensavo ad un'estate, deux titres interprétés en italien par Annie Girardot (45 t 2 titres. Derby, ref 5113)
- 1965 : Che male ce + Vai dove vuoi, deux titres interprétés en italien par Annie Girardot (45 t 2 titres. Derby, ref 5157)

- 1967 : Des ronds dans l’eau avec Nicole Croisille sur la BO de Vivre pour vivre (45 tours EP Disc’Az) - Ce duo paraîtra sur un nombre incalculable de diques dans le monde entier.
- 1967 : Vivre pour vivre, 33 tours canadien de 12 titres qui ne sortira en France en réédition qu'en 2001. (Des 45t. en ont été issus en France, au Canada, en Italie et en Allemagne, et le titre Vivre pour vivre a été repris dans de très nombreuses compilations au Canada et en Allemagne)
- 1967 : Annie Girardot canta Vivere per vivere (en italien) + La chanson empoisonnée (en français) (45 t 2 titres. Derby, ref 5189)
- 1967 : en France :  Vivre pour vivre + IBM+ Dans une glace + La chanson empoisonnée (en français) (45 t 4 titres. Polydor, ref 27.337)
- 1967 : en France :  Vivre pour vivre + La chanson empoisonnée (en français) (45 t 2 titres. Polydor, ref 66.586)
- 1967 : au Canada :  Vivre pour vivre + La chanson empoisonnée (en français) (45 t 2 titres. Polydor, ref 541.501)
- 1967 : En Allemagne :  Vivre pour vivre + Dans une glace (en français) (45 t 2 titres. Polydor, ref 59.161)
- 1967 : en France :  Oui, non + Isalaide+ Mon prince + Bons baisers (en français) (45 t 4 titres. Polydor, ref 27.297)
- 1967 : en France :  Isalaide + Bons baisers (45 t 2 titres. Polydor, ref 66.544)
- 1967 : en France :  Oui, non + Mon prince (45 t 2 titres. Polydor, ref 66.547)
- 1968 : au Canada :  Ca m'empêche de dormir + Pour les enfants du Paradis (45 t 2 titres. Polydor, ref 541.512)
- 1968 : en France :  Ca m'empêche de dormir + Pour les enfants du Paradis (45 t 2 titres. Polydor, ref 66.638)

- 1968 : La Femme faux-cils, paroles Jean-Loup Dabadie, musique Michel Polnareff, utilisée dans le film Erotissimo (sorti sur le 33 tours Quel organ ! (tirage limité à 999 exemplaires), & sur un CD Le Cinéma de Polnareff)

- 1970 : Chacun son homme avec Brigitte Bardot sur la BO des Novices (45 t. Barclay Records, réédité en 45t en 2010). Egalement sorti sur de nombreuses compilations de Brigitte Bardot et des compilations de François de Roubaix.

- 1971 : Le Temps du lumbago sur la BO de La Mandarine (33 t. RCA) (titre absent du 45 tours). Titre repris sur le CD "Bandes originales des films de Claude Bolling La mandarine / La revanche".

- 1973 : Le Zizou de Zouzou / Ursule et Grelu avec Bernard Fresson sur la B. O. de Ursule et Grelu (45 t. single Polydor) Titre également présent sur le double 33 tours La crème de la crème - La playlist de Den (Hamburger, 2014)

- 1977 : Le Dernier Baiser / L’Argentin sur la BO du Dernier Baiser (45 t. single Pathé Marconi-EMI)

- 1979 : Absence prolongée (avec Dominique Briand) / Les Miroirs (45 t. single et maxi 45 t., Disques Carrère). 45t sorti au Canada sous différents visuels : Vinyle bleu + label vert, Vinyle noir + label vert, Vinyle rouge + label vert. Le titre est également sorti sur différentes compilations comme L'amour en chansons (1980 au Canada), The french collection, volume 4 chez  Arcana.

- 1981 : Ce que j’ai dans la tête (33 t. 10 titres CBS Disques) (avec variantes de pochette entre la France et le Canada)

Notons que des 45t. en ont été issus en France et au Canada :
un 45 tours Bonhomme + J'oserais dire que j'aime t'aimer en France (avec 2 pochettes légèrement différentes) chez CBS (1981) ; un 45 tours Qu'est-ce qu'on attend pour être heureux + La cassette au Canada chez VIP (1982).
- 1982 : Revue et corrigée, comédie musicale (1 titre Silence, soupir sur 33 t. collectif Tréma-RCA), musique de Catherine Lara. Deux 45t 2 titres en ont été issus (l'un promo, l'autre commercialisé) avec les titres Pirates de la musique (Catherine Lara) et Silence, soupir (Annie Girardot).

- 1983 : Marguerite et les autres (14 titres en public sur 33 t. Tréma-RCA), spectacle de Bob Decout, musique de Dominique Perrier

- 1984 : Souvenirs, Souvenirs sur la BO de Souvenirs, Souvenirs (45 t. single Philips)
- 1984 : Partir, revenir avec Liliane Davis sur la BO de Partir, revenir (33 t. WEA). Bande originale du film sorti en 33 tours en France, Allemagne, Italie & Canada et également disponible en CD et en cassette audio en France. Titre-Girardot également sorti sur le CD Claude Lelouch, mes musiques de films (Sony, 1992)

- 2003 : Je voudrais tant que tu sois là en duo avec Serge Lama sur son album Pluri((elles)) (CD WEA) dans différents formats (CD simple, CD simple promo, coffret 2 CD, coffret 5 CD, coffret 2 CD + 1 DVD La balade du poète).

- 2006 : Différentes compilations de titres de Jacques Prévert sont sorties de 2006 à 2016 sous différents supports (CD simple, Double CD, CD + vidéo, 2 vinyles + 2 CD, 3 CD, CD longbox, coffret 13 CD + 3 DVD,...) avec un ou deux des 2 titres suivants dits par Annie Girardot : La lune et la nuit, Pour faire le portrait d'un oiseau.

- 2007 : CD single, Philippe Vancles et Annie Girardot A côté de sa vie.

- 2012 : Radioscopie : Annie Girardot (Annie interviewée par Jacques Chancel le 7-11-1968) Coffret Radioscopie, volume 2, INA.

- 2023 : Compilation Les vedettes font leur cinéma avec le titre Notre amour se ressemble du film Le bateau d'Emile (1962) (CD Marianne Mélodie).

## Publications
- Annie Girardot, Vivre d'aimer, Paris, Robert Laffont, 1989, 175 p. (ISBN 978-2-221-05357-7)
- Annie Girardot, Ma vie contre la tienne (À jeu découvert), Paris, R. Laffont, 1993, 211 p. (ISBN 978-2-221-07129-8, LCCN 95138943)
- Annie Girardot, Partir, revenir : les Passions vives, Paris, Le Cherche-midi, 2003, 228 p. (ISBN 978-2-7491-0041-8)

## Distinctions

### Décorations
- Chevalier de la Légion d'honneur en 1999[33], par le président Jacques Chirac le 13 novembre 2000 qui dira d'elle « une immense comédienne qui nous bouleverse par sa générosité, sa sincérité, son talent et son amour du public ».
- Commandeur de l'ordre des Arts et des Lettres[34]

### Récompenses
- 1er juillet 1952 : 2ᵉ prix de comédie classique pour son rôle dans L'Île des esclaves
- 1er juillet 1953 : 2ᵉ prix de comédie moderne pour son rôle dans Mais n'te promène donc pas toute nue
- 7 juillet 1954 : 1ᵉʳ prix de comédie classique pour son rôle dans La Locandiera
- 7 juillet 1954 : 1ᵉʳ prix de comédie moderne pour son rôle dans Un mari dans du coton
- 1956 : Prix Suzanne-Bianchetti pour L'Homme aux clés d'or
- 12 mars 1965 : Prix Courteline de l'humour cinématographique (remis aux Studios de Boulogne)[35] pour le film Déclic et des claques
- Mostra de Venise 1965 : Coupe Volpi pour la meilleure interprétation féminine pour Trois chambres à Manhattan
- Festival international du film de Mar del Plata 1968 : Meilleure actrice pour Vivre pour vivre
- Prix du Syndicat de la critique 1975 : Meilleure comédienne pour Madame Marguerite
- David di Donatello 1977 : Meilleure actrice étrangère pour Cours après moi que je t'attrape
- César 1977 : Meilleure actrice pour Docteur Françoise Gailland
- Archange du cinéma français 1977 : pour les films Cours après moi que je t'attrape et Docteur Françoise Gailland (remis le 4 février 1977).
- 7 d'or 1989 de la meilleure comédienne de fiction pour Le Vent des moissons
- César 1996 : Meilleure actrice dans un second rôle pour Les Misérables
- Prix « reconnaissance des cinéphiles » 1998 décerné à Puget-Théniers (Alpes-Maritimes) par l'Association Souvenance de cinéphiles pour l'ensemble de sa carrière.
- César 2002 : Meilleure actrice dans un second rôle pour La Pianiste
- Molières 2002 : Meilleure comédienne pour Madame Marguerite et Molière d'honneur pour l'ensemble de sa carrière

### Nominations
- César 1979 : Meilleure actrice pour La Clé sur la porte
- Molières 1991 : Meilleure comédienne pour Heldenplatz

### Hommages
Le 1er mars 2011, est inauguré l'Espace Annie-Girardot au CLIC (Centre local d'information et de coordination) de Montreuil.
En 2012, l'Académie des Césars lui rend un hommage tout particulier en mettant une photographie d'Annie Girardot (issue du film Rocco et ses frères) sur l'affiche officielle et le catalogue de la trente-septième cérémonie des Césars, ainsi qu'en diffusant au cours de la cérémonie des extraits de plusieurs de ses films. La fille et la petite-fille de l'actrice étaient présentes. Quelques jours plus tard, l'Académie des Oscars fait de même dans son traditionnel in memoriam et montre une photographie d'Annie Girardot parmi les personnalités disparues de l'année.

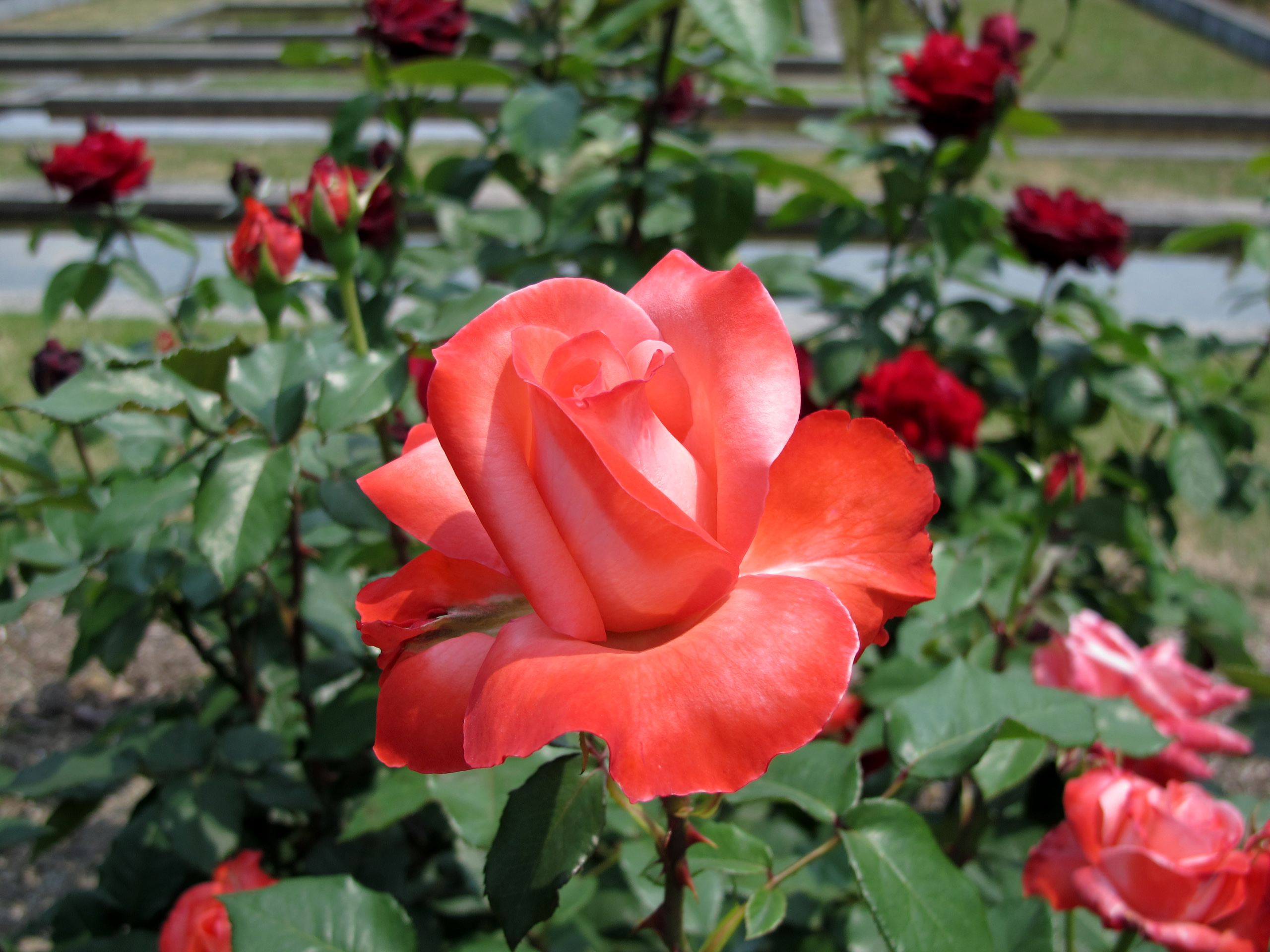
Rose 'Annie Girardot'.

En octobre 2012, la Poste française émet un timbre à son effigie dans la série « Les acteurs du cinéma ».
Une rose de couleur corail est baptisée de son nom, 'Annie Girardot', en 1979.

#### Odonymes
- allée Annie-Girardot à Colombelles (Calvados) où l'actrice vécut temporairement avec sa mère pendant la Seconde Guerre mondiale ;
- allée Annie-Girardot à Herblay-sur-Seine (Val-d'Oise) ;
- rue Annie-Girardot à Angers (Maine-et-Loire) ;
- rue Annie-Girardot à Bourges (Cher).
- rue Annie-Girardot à Couëron (Loire-Atlantique) ;
- rue Annie-Girardot à Dompierre-sur-Mer (Charente-Maritime) ;
- rue Annie-Girardot à Ergué-Gabéric (Finistère) ;
- rue Annie-Girardot à Garcelles-Secqueville (Calvados) ;
- rue Annie-Girardot à Gisors (Eure) ;
- rue Annie-Girardot à La Riche près de Tours (Indre-et-Loire) ;
- rue Annie-Girardot, menant à l’EHPAD « Les Jardins des sens », est inaugurée le 13 juin 2013 à Linselles (Nord) par le maire Jacques Rémory, en présence de Giulia Salvatori, fille de l’actrice disparue ;
- rue Annie-Girardot à Niort  (Deux-Sèvres) ;
- rue de la ZAC de Rungis située à Paris 13e porte son nom depuis septembre 2012[37]. De plus, le 8 mars 2013, le maire de Paris Bertrand Delanoë appose une plaque commémorative au 4, rue du Foin, dernière résidence d'Annie Girardot, en présence de Lola et Renato, petits-enfants de la comédienne ;
- rue Annie-Girardot à Rezé (Loire-Atlantique) ;
- rue Annie-Girardot aux Sables-d’Olonne (Vendée) ;
- rue Annie-Girardot à Saint-Priest (Rhône) ;
- rue Annie-Girardot à Saint-Nazaire (Loire-Atlantique) ;
- rue Annie-Girardot à Toulouse (Haute-Garonne).